# Dinastia Premíslida

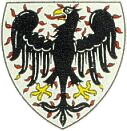
Escut d'armes dels premíslides

La dinastia Premíslida (txec: Přemyslovci, polonès: Przemyślidzi, alemany: Premysliden) va ser una nissaga que regnà a Bohèmia des del segle xi i a Polònia des de l'any 1300, fins a la seva extinció, l'any 1306.
D'acord amb la llegenda, la dinastia fou fundada per Přemysl, que s'hauria casat amb la també mítica fundadora de Praga, Libussa, i haurien esdevingut els primers prínceps dels txecs bohemis.
El primer premíslida històric és el duc Bořivoj I, que fou batejat el 874 per sant Metodi. El 895, Bohèmia va independitzar-se de la Gran Moràvia i s'hi inicià la línia dels ducs de Bohèmia. Els ducs Vratislau II el 1158, i Vladislau II el 1158, van rebre la designació de reis a títol personal com a distinció de l'emperador del Sacre Imperi Romanogermànic. L'honor, però, no era hereditari.
El 1198, el duc Přemysl Otakar I va rebre el títol de rei de Bohèmia de l'emperador Frederic II, i s'hi inicià la línia dels reis. El 1300, Venceslau II va ser coronat també rei de Polònia. La nissaga s'extingiria el 1306 amb la mort sense fills del rei Venceslau III.